# Lymanopoda hazelana
Lymanopoda hazelana är en fjärilsart som beskrevs av Brown 1943. Lymanopoda hazelana ingår i släktet Lymanopoda och familjen praktfjärilar. Inga underarter finns listade i Catalogue of Life.